# Xitang
Xitang är en köping i Kina. Den ligger i provinsen Zhejiang, i den östra delen av landet, omkring 100 kilometer nordost om provinshuvudstaden Hangzhou. Antalet invånare är 65 211. Befolkningen består av 32 102 kvinnor och 33 109 män. Barn under 15 år utgör 11,0 %, vuxna 15-64 år 75 %, och äldre över 65 år 13,0 %.
Runt Xitang är det tätbefolkat, med 913 invånare per kvadratkilometer. Närmaste större samhälle är Fenhu, 8,8 km nordväst om Xitang. Trakten runt Xitang består till största delen av jordbruksmark.
Genomsnittlig årsnederbörd är 1 712 millimeter. Den regnigaste månaden är juni, med i genomsnitt 277 mm nederbörd, och den torraste är november, med 65 mm nederbörd.